# Juncor
Juncor (Junco) är ett fågelsläkte i familjen amerikanska sparvar inom ordningen tättingar. Släktet omfattar numera oftast fem arter som förekommer i Nord- och Centralamerika från norra Alaska till Panama:
- Mörkögd junco (J. hyemalis)
- Guadalupejunco (J. insularis)
- Gulögd junco (J. phaeonotus)
- Californiajunco (J. bairdi)
- Vulkanjunco (J. vulcani)